# قلعه دختر چشمه قلعه
قلعه دختر چشمه قلعه مربوط به دوره ایلخانی است و در شهرستان خواف، بخش جلگه زوزن، روستای جهان‌آباد واقع شده و این اثر در تاریخ ۲۴ فروردین ۱۳۸۲ با شمارهٔ ثبت ۸۲۷۱ به‌عنوان یکی از آثار ملی ایران به ثبت رسیده‌است.